# Xancre
|  | Per a altres significats, vegeu «antracnosi». |

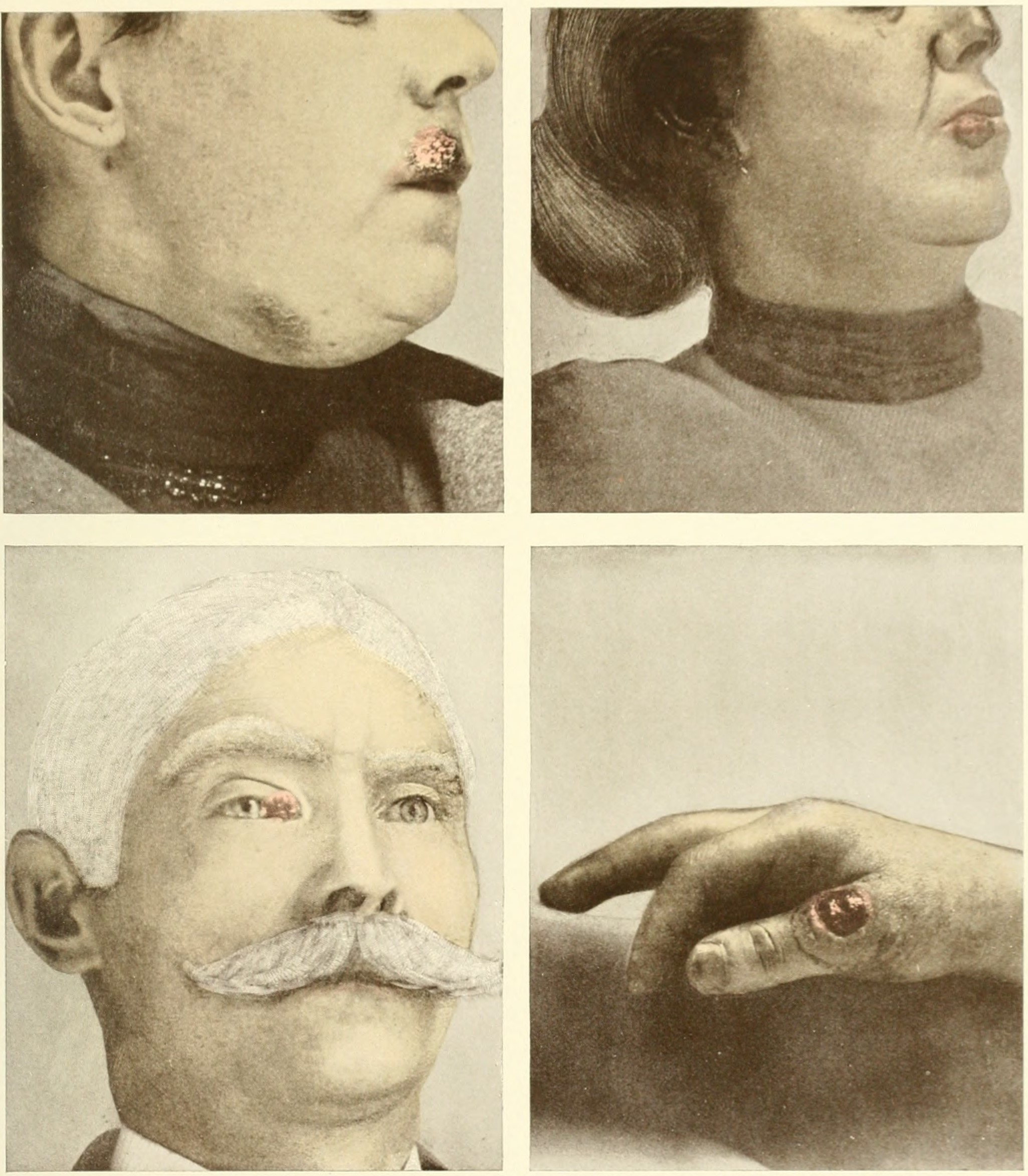
Xancres a la cara i a la mà

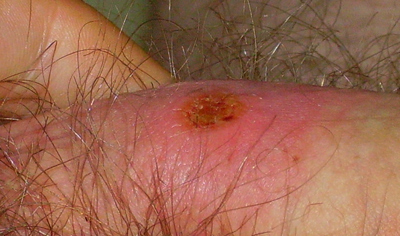
Xancre a la part inferior del penis

El xancre és una úlcera genital indolora que es forma típicament durant la fase primària de la sífilis. El mot "xancre" significa "petita úlcera" en francès antic. Relacionats amb el català "càncer", tots dos provenen del llatí cancer, que significa "cranc", que és una traducció de la paraula grega καρκίνος ( karkínos), que també significa "cranc".
Aquesta lesió infecciosa es forma uns 21 dies després de l'exposició inicial a Treponema pallidum, el bacteri espiroqueta gramnegatiu que causa la sífilis, però aquesta pot aparèixer entre 10 i 90 dies després de la transmissió. Sense tractament, pot persistir de dues a sis setmanes abans de curar-se espontàniament. Els xancres sifilítics transmeten la sífilis per contacte directe. Aquestes úlceres solen formar-se a l'anus, la boca, el penis i la vulva o al seu voltant. Els xancres poden aparèixer tant a la faringe com als genitals. No s'ha de confondre amb els condilomes lats, que es veuen en la sífilis secundària.

## Semblances amb el xancroide

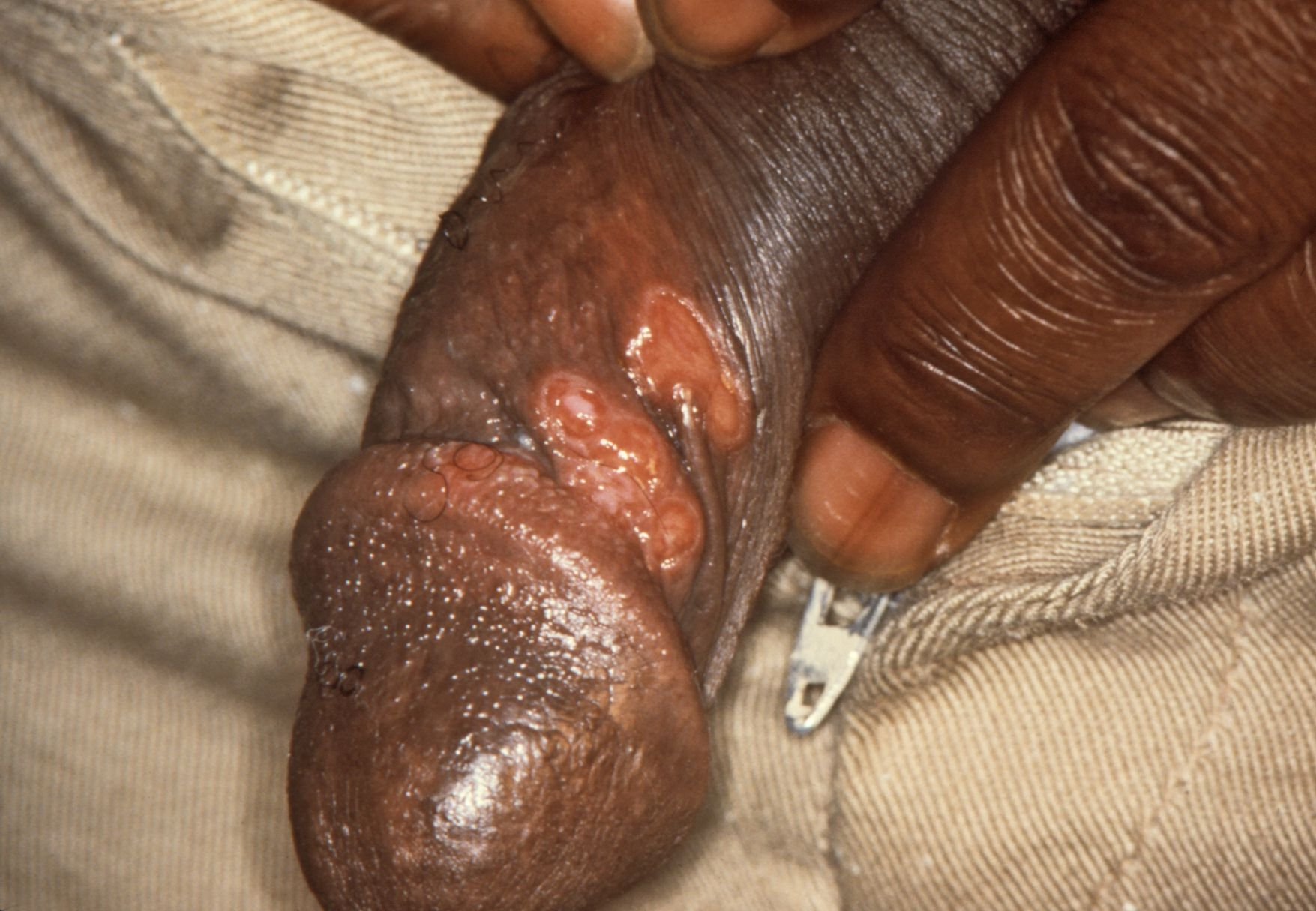
Dos xancres a la diàfisi del penis, causats per sífilis primària. Els xancres es desenvolupen al lloc d'inoculació de Treponema pallidum.

Similituds entre les afeccions xancre i xancroide:
- Ambdues s'originen com a pústules al punt d'inoculació i progressen a lesions ulcerades
- Ambdues lesions solen amidar 1–2 cm de diàmetre
- Ambdues lesions són causades per organismes de transmissió sexual
- Ambdues lesions solen aparèixer als genitals de les persones infectades

## Diferències amb el xancroide
| Xancre                                                 | Xancre tou o xancroide                                  |
| ------------------------------------------------------ | ------------------------------------------------------- |
| Causada per una infecció per Treponema pallidum        | Causada per la infecció per Haemophilus ducreyi         |
| Normalment indolor                                     | Típicament dolorós                                      |
| Típicament una lesió única                             | Normalment lesions múltiples                            |
| Engrandiment regional bilateral dels ganglis limfàtics | Engrandiment regional unilateral dels ganglis limfàtics |
| Normalment exsuda sèrum                                | Normalment té un exsudat purulent gris o groc           |
| Base dura (indurada) amb vores inclinades              | Base tova amb vores debilitades                         |
| Es cura espontàniament al cap de tres a sis setmanes   | Requereix tractament amb antibiòtics per a la remissió  |